# Erik Brorsson Rålamb
Erik Brorsson Rålamb, död 16 maj 1635 i Paris, var en svensk hovfunktionär.
Erik Brorsson Rålamb var son till Broder Andersson Rålamb. Efter att ha fått en omsorgsfull uppfostran hemma och i Paris under orientalisten Jonas Hambraeus ledning anställdes han i unga år som kammarjunkare vid Gustav II Adolfs hov. Med drottning Maria Eleonora kom han 1631 ut till kungen i Tyskland. Vid en kunglig fest 18 november samma år, då åtskilliga furstar och herrar satt till bords med kungen, befallde denne Rålamb att utföra de vanliga hovjunkarnas tjänster, eftersom ingen av dem var till hands. Rålamb hade emellertid nyligen skadat sig illa i handen och såg sig på grund av detta ur stånd att verkställa befallningen. Han skyndade i stället, utan att säga något, ut för att hämta ett annat biträde, vilket kungen missuppfattade som en avsiktlig olydnad. Gustav Adolfs tog sitt svärd och slog Rålamb i huvudet så vapnet gick sönder i tre delar. I upprördhet och ilska riktade sig kungen mot fadern Rålamb, då sonen genom flykten undandrog sig straff. Kungen bestämde att fadern skulle mista sina ämbeten, inklusive som president vid Åbo hovrätt, och hans förläningar dras in, och denna stränga bestraffning gjorde Erik Brorsson Rålamb vida bekant. Axel Oxenstierna, som satte stort värde på Rålamb, beklagade djupt händelsen och lät honom efter kungens död komma till sig i Tyskland, där han vistades 1634.